# 小池絵美子
小池 絵美子（こいけ えみこ、1976年1月1日 - ）は日本のAV女優。
熟女系のキカタン（企画単体）女優。成人作品に出演することもある。

## 略歴
2003年頃にAVデビュー。きっかけはスカウトで、転職のタイミングだったことによる。
2009年3月25日、スカイパーフェクTV!の「スカパー!アダルト放送大賞」の熟女女優賞を受賞する。

## 作品

### アダルトビデオ
撮りおろし作品
2003年
- オッパイキャンペーンガール （12月19日、GLAY'z）他出演:明乃夕奈、雨宮まり

2004年
- 初脱ぎ セレブ （1月23日、GLAY'z）他出演:君島美香子、武田あけみ、大和るか
- 男と女のワイドショー ある愛の形 （5月19日 グラフィティジャパン）共演:ミュウ
- 近親相姦 巨乳母の偏愛 （6月5日 グローリークエスト）
- 貴婦人 避暑地の乱れ妻 （7月9日、ビッグモーカル）他出演:すぎはら美里、上村春奈、朝比奈りり子、赤坂ルナ、石井えりか、千月乃香、秋葉りさ
- 新近親遊戯 続・蔵の中の私 拾六 （11月10日、グローバルメディアエンタテインメント）
- 美熟女レズ 秘め百合の館 （11月15日、マドンナ）共演:麻布レオナ

2005年
- 義母の疼き 第1章 （1月15日、マドンナ）
- 義母の疼き ～その後～ （2月15日、マドンナ）共演:桜田さくら
- 淫しい奥さん （3月17日、ナチュラルハイ）
- 女の事件簿シリーズ5 金に溺れた中洲の美人ママ （4月6日、グローバルメディアエンタテインメント）
- 熟女拘束イカせまくり地獄 （4月15日、マドンナ）他出演:桜月舞、森本みう、藤沢翔子、水野さくら、RISA
- 秘蜜 美人妻の夫や家庭には… （5月18日、エイジーエイ）他出演:佐藤奈美恵
- 熟・癒され保育園 2 （5月25日、マドンナ）他出演:森本みう、水野さくら
- 熟露出 2 （7月25日、マドンナ）他出演:桜月舞、森本みう、藤沢翔子、水野さくら、RISA
- 【近親相姦シリーズ】 淫母相姦 参 （8月5日、ドリームステージ）他出演:南ももこ
- 非日常的クネクネ映像集　渡辺琢斗のライフワーク （9月7日 AVS）他出演:望月加奈、友崎亜希 他
- Eクイックでイクイクぅ～!秋のママさんバレー （9月25日、マドンナ）共演:麻生洋子、岩崎千鶴、篠宮慶子、片山ゆかり、加藤由紀
- ボクを狂わすすけべな義母（ママ）たち （11月11日、東京音光）他出演:吉野碧、日向ゆみ、友田真希、仲西彩乃、酒井ちなみ、石川文子、中村亜紀
- 犯されたセールスレディ 3 （12月25日、マドンナ）他出演:森本みう、水野さくら

2006年
- ひびやんの男優私写日記 4 （1月13日、映天）
- 義母 絵美子 （6月13日、溜池ゴロー）
- とっても綺麗な奥様たちのえげつない性欲 其の壱 （8月9日、えげつない女たちの会）他出演:岡崎美女、吉川ゆう
- 人妻昼顔日記 （9月13日、溜池ゴロー）
- 昭和歌謡メロドラAV 中出し熟女 瞼の母 （9月30日、ルビー）共演:桐島秋子
- 肉獄 近親相姦X 家族で凌辱 爆乳巨乳母娘たち （10月13日、ルビー）共演:青井まり
- 熟雌女anthology ＃014 「熟女の口はもっと嘘をつく。」 （10月20日、アウダースジャパン）
- 美熟女不倫旅行 北海道層雲峡温泉 （10月20日、Nadeshiko）
- 近親相姦 夜這い 2 （11月11日、ルビー）他出演:遠峯江里子、望月あゆみ
- 素人マダムズ［LEVEL A］ 29 （11月17日、ジャパンホームビデオ）他出演:愛川咲樹、風野夏海、多々野晶稀、吉田香織
- 美人保険外交員 中出し特約 （12月25日、マドンナ）

2007年
- アナル奴隷夫人 （2月25日、マドンナ）
- 熟痴女 淫語玉遊び 小池絵美子 （3月13日、溜池ゴロー）
- 生出し人妻のあえぎ （3月23日、Nadeshiko）他出演:君島美香、葉山瑶子、下平あや、矢口りさ子、米田友花、紅蘭、長瀬優子（美月ゆう子）、谷川まお、結城美沙
- オトナの隠れ湯 超高級性治療温泉旅館 （4月5日、WOMAN）共演:篠原さゆり、市橋さやか、北原麗子
- 蜘蛛女 絶倫舌 （4月11日、ソルト・ペッパー）
- セレブ美熟女 最高の筆おろし!4 （4月25日、マドンナ）共演:神崎美樹
- AV女優の美熟女･お姉さんが素人くんとエッチなこと! （4月25日、P☆MAX）
- 女はソレを我慢できない!自慰（マスターベーション）大全集 2 （4月25日 FAプロ）他出演:雨宮衣織、織倉真琴、矢吹涼子、渋谷あかね、里中亜矢子、湊みらい
- 競泳水着 Vol.10 YUWAKU×BODY （5月10日、AVS）
- 猥褻性感レズエステ Vol.1 （5月10日、AVS）共演:安藤なつ妃、寺澤しのぶ、鳴瀬さき、水原ひめ
- マドンナファンの集い 美熟女と行く混浴温泉バスツアー 2 （5月25日、マドンナ）共演:翔田千里、天霧真世、神崎美樹、倖田李梨、五月瑠美、日野麻里子、大城真澄、松本亜璃沙、間宮いずみ、平川奈美、川島朋子、秋川真理、川村あんな
- 淫乱熟女 後家の匂い生絞り （5月26日、ルビー）共演:星優乃
- 人妻妖艶妄想 （6月11日、ソルト・ペッパー）
- 痴女だらけのバスツアー （6月22日、レアル・ワークス）共演:仲村もも、@YOU、月嶋りお、松浦ユキ
- 猥褻な熟女達 小池絵美子 （7月4日、ミル）
- 人妻牝市場 （7月4日、シネマジック）
- 熟女マニアがみる夢 ブルセラ熟女 5巻 絵美子33歳 （7月4日、AVS）
- 非日常的悶絶遊戯 ビリヤードレッスン、絵美子の場合 （7月4日、AVS）
- 熟女の猥褻密着黒タイツ 小池絵美子 （7月7日、AVS）
- あ～中年女 狂態・恥態・変態 （7月10日 FAプロ）他出演:早苗、浅井舞香、愛川咲樹、むかいねね
- 包茎ち○ぽ専用舐め癒しサロン （7月25日 アロマ企画）共演:竹下あや、茶野みゆ
- 眠らせてレイプ大全集 ナマナマしいエロチックな全裸女体 （7月25日 FA映像）他出演:瀬名涼子、山下真耶、なつみ、藤咲うらら
- もう一つの熟バス 2 未公開セックス・フェラ映像全てお見せします! （8月7日、マドンナ）共演:翔田千里、天霧真世、神崎美樹、倖田李梨、五月瑠美、日野麻里子、大城真澄、松本亜璃沙、間宮いずみ、平川奈美、川島朋子、秋川真理、川村あんな
- 義母と息子 手ほどき中出し絶頂 小池絵美子 （8月16日、ヒビノ）
- 巨乳肉悦家族 4 ドロドロ家族凌辱愛 （8月25日、タッチ）共演:青井まり
- オトナの願望 一夫多妻ハーレムライフ （9月6日、WOMAN）共演:友田真希、麻生京子、高倉梨奈、天海ゆり
- フェロモンマダム vol.3 （9月7日、桃太郎映像出版）共演:南原香織
- 男殺しセレブ地獄 （9月18日、Nadeshiko）他出演:白鳥美鈴、多々野晶稀、みなもとみいな、坂本梨沙、深津映見、海野歩、天海ゆり
- 世間によくある不倫 画家と人妻モデル 宅配男と主婦 美容師と女性客 刑事と被害者（9月25日 FA映像）他出演:倖田李梨、黒木小夜子、三咲エリナ
- ポルチオ式性感 主婦の公開浮気現場 2 （10月20日、アレックス）他出演:白坂百合、青木紘子
- 中年女の悶絶ぐちゅぐちゅオナニー （10月20日、アレックス）他出演:大下さゆり、三咲エリナ、白坂百合、黒木小夜子、叶艶子、江崎圭子、生田正子、青木紘子
- 強姦 誘拐－輪された社長婦人〔ママ〕 肉欲の戦地・犯された日本婦人傑作集（10月25日 FA映像）他出演:高島湊、早乙女みなき、瀬名涼子、望月加奈、大沢萌、美里流李、佐々木巴
- 夫以外の男とのSex 人妻たちの下半身事情 （11月13日、FAプロ）他出演:蓮見麗奈
- 巨乳未亡人下宿 8 近親【家族凌辱】篇 （11月24日、ルビー）他出演:美里琉季、日野麻理子
- 妖艶おんな愛戯 うねる淫肉の火照り （11月25日、マドンナ）共演:風間百合恵、岩崎千鶴
- 美熟女温泉 （11月30日、マキシング）他出演:坂上友香、間宮いずみ
- ノーモザイク 熟 おまんこ （12月13日、カルマ）他出演:風間ゆみ、瀬戸ゆうき
- 隣人の妻11 （12月22日、ルビー）…他出演:土方綾乃
- 痴戯人妻 おんな汁4時間したたり堕ちて…。 （12月25日、アリウス）他出演:友崎亜希、多々野昌稀、雛形しずく

2008年
- キモ老人‘熟女中出し20連発’ 小池絵美子35歳 （1月9日、グローバルメディアエンタテインメント）
- 世間によくあるレイプの話し 酒を呑ませ酔った女を…/教師が女生徒を呼び出して… （1月13日、FAプロ）他出演:宮地奈々、山下真耶、桜井あきら、湊みらい
- 夫婦交換 妻がやっている部屋/夫がやっている部屋 （2月25日、FAプロ）他出演:瀬名涼子、白鳥るり、中山水穂
- 女子社員の淫らな勤務時間 （2月25日、FAプロ）他出演:瀬名涼子、仲居あゆみ、河中彩乃、大越はるか
- 濡れ嫁・羞恥介護 ～義父の柔肌調教～ （3月7日、マドンナ）
- 世間によくある妻の浮気現場 2 （3月13日、FAプロ）他出演:鮎川るい、和希優子
- 美しき社長婦人〔ママ〕 誘拐の密室 あ～駄目・いく～ （3月13日、FAプロ）他出演:湊みらい
- やりたい夜 妻・母・嫁の悶え （4月13日、FAプロ）他出演:瀬名涼子、美里流李、桐島秋子
- 秘戯48手 息子の嫁とやる時にゃ/夜の夜中にやる時にゃ/妻の妹とやる時にゃ/隣りの女房とやる時にゃ （4月13日、FAプロ）他出演:みこ、和希優子、中里みゆき、河中綾乃、華沢レモン
- 義母さんが教えてあげる 2 （5月9日、東京音光）共演:東条美奈
- 金の為に抱かれる母親たち 息子はムショの中/夫は長期入院中/息子の裏入学金の為（5月9日、FAプロ）他出演:東条美奈、浅井舞香
- この世はエロまみれ 熟女・淑女・中年女 （5月13日、FAプロ）他出演:美里流李、酒井ちなみ、なつみ、大沢萌
- 人妻ポルチオ式性感アクメ!! （5月20日、スターパラダイス）他出演:大友園子、白坂百合、内田千里、片桐静香
- 近親相姦夜這い 7 母の逆夜這い （5月24日、ルビー）他出演:高遠京香、小日向さおり、栗原はる美
- SEXの匂いがする 弟の嫁/義母さん/お姉ちゃん/女教師 （6月13日、FAプロ）他出演:望月加奈、大沢萌、瀬名涼子
- 熟女痴漢 2 （6月19日、ナチュラルハイ）
- トラワレノ白イ肌 監禁姦淫病棟 （6月25日、FAプロ）他出演:高田ありさ
- FREEDOM病棟24時 手淫接吻 （7月5日 フリーダム）共演:飯島くらら、紅りんご、永井優香
- FREEDOM病棟24時 泌尿器科 （7月5日 フリーダム）共演:飯島くらら、紅りんご、永井優香
- FREEDOM病棟24時 肛門科 （7月5日 フリーダム）共演:飯島くらら、紅りんご、永井優香
- 美少女の足裏 7 （7月5日 フリーダム）他出演:永井優香、黒澤エレナ、詩音、小鳥遊恋、紅りんご、小峰由衣、YOKO、飯島くらら、工藤れいか、桃井りん
- 集団熟女に囲まれシゴかれボク大量発射!! （7月20日、スターパラダイス）共演:志村玲子、艶堂しほり、藤ノ宮礼美、大塚珠季、芹沢あすか、白坂百合、三咲エリナ、黒木小夜子
- 夫は知らない…妻の淫乱ファック （7月25日、ながえスタイル）
- 被害者は妻 夫の前で婦女暴行 （7月25日、ながえスタイル）他出演:黒田ユリ
- レズビアンハーレム 華道教室に咲いた三輪の百合花 （8月9日、ルビー）共演:浅井舞香、竹下なな
- 人生劇場 兄嫁の下着でマスかく弟/亭主と舅を両天秤の嫁/売春で捕まった女房（8月13日、FAプロ）他出演:瀬名涼子、及川ひなた
- 熟女犬エミコ（9月1日、溜池ゴロー）
- この世に咲くエロチックな花 女が生きる為に/金の為に抱かれる時（9月13日、FAプロ）他出演:片桐静香、大越はるか
- ゴムを使わないナマナマしい不倫2（9月13日、FAプロ）他出演:美里琉季、片桐静香、結衣
- 性 息子（義理）に犯された母/夫より60男に夢中の妻/毎日入れたい、やられたい妻（9月25日、FAプロ）他出演:片桐静香、橘祐子
- 借金妻の肉欲返済 2 （9月25日、ながえスタイル）他出演:菊川麻美
- セレブ美熟女の危ない私生活 （9月26日、Nadeshiko）
- ママにセンズリ見てほしい!! （11月7日、OFFICE K'S）他出演:藤咲飛鳥、高木礼子、愛樹るい、天海ゆり
- 巨乳熟女のおっぱい揉みしだき （11月21日、OFFICE K'S）他出演:藤咲飛鳥、柿本真緒、天海ゆり、高木礼子、愛樹るい
- 美熟女が拘束され加藤鷹にイカサレまくるビデオ! （12月13日、溜池ゴロー）
- 超微細ハイビジョン!中出しに悶える三人の美熟女 2 （12月26日、Nadeshiko）他出演:浅井舞香、竹下なな

2009年
- 欲求不満!ドスケベ熟女の下品なオナニー （1月25日、ながえスタイル）他出演:艶堂しほり
- マドンナファンの集い 美熟女と行く混浴温泉バスツアー 4 祝・マドンナ5周年 ～豪華美熟女たちの恩返しSPECIAL～ （1月25日、マドンナ）共演:翔田千里、友田真希、北原夏美、倖田李梨、岸川ひろみ、青井マリ、松浦ユキ、小林芽衣、大林理恵、高坂保奈美、中森玲子、根元純、宮田まり
- 大量の一発顔射 ザーメンメリーゴーランド （4月4日、アキノリ）他出演:芽衣奈、芹沢かなえ、吉澤レイカ、永井優香、天海ゆり、新堀ゆい、泉まりん、上原優、鈴鳴あんり、はるか悠、二宮せりな

2014年
- いやらしい女社長のいる会社 （3月25日、Mellow Moon）

総集編
- 中出しされた美熟女達 総集編4時間 2 （2007年8月25日、マドンナ）
- 美熟女羞恥凌辱総集編4時間 （2007年8月7日、マドンナ）
- 淫乱ボイン美熟女12人4時間 （2007年9月7日、マドンナ）
- 義母ベスト （2007年9月13日、溜池ゴロー）
- アナル奴隷夫人総集編4時間 （2007年10月25日、マドンナ）
- 美熟女画報ベスト ～お掃除&複数プレー編～ （2007年11月13日、溜池ゴロー）
- ラッシャーみよしの熟痴女ベスト （2008年2月13日、溜池ゴロー）

### イメージビデオ
- 非日常的クネクネ映像集 Phantom夢sexy image collecti　（2007年7月4日、AVS）他出演:友崎亜希、宮下真紀、上村春奈、叶麗子、水口あみ、松沢真理、あらきれいこ、桜木萌

## 出演

### ウェブドラマ
- ラブラブシェアハウス2　ライフwithセクシー・ガールズ（2022年12月2日、U-NEXTほか）[3]

### 映画
- 淫乱熟女 後家の痴態遊戯 ～情事の写真履歴書～　（2007年6月20日、ビーエムドットスリー）
- 社宅妻 ねっとり不倫漬け（2009年、オーピー映画）[4]

- パーフェクト・キス 濡らしてプレイバック（2023年6月、オーピー映画）山岸彩子 役[5]
- 裸舞♡パートナー 欲望大開放（2024年6月14日、オーピー映画）[6]

### オリジナルビデオ
- 淫乱熟女 後家の恥態遊戯 ～情事の写真履歴書～（2009年、SSV）
- 義母の秘密（2009年、リップスウィート）
- 僕の叔母さん ひと夏の青い体験（2011年、レジェンドピクチャーズ）
- 熟女スワッピング旅館 一泊二食美人女将付き（2013年、ゴールデンムーンライト）